# 伊西多·史特勞斯
伊西多·史特勞斯（英語：Isidor Straus，1845年2月6日—1912年4月15日）是一名德裔美籍猶太人、美國商人、政治家，他與弟弟內森·史特勞斯合夥經營梅西百貨公司。他還擔任一年多的美國眾議員。他與他的妻子艾達·史特勞斯在鐵達尼號沉沒事故中死亡。
其玄外孫婿斯托克頓·拉什於2023年探索鐵達尼號殘骸時遭遇潛艇內爆而死。

## 早年生活
1845年2月6日，伊西多·史特勞斯出生於巴伐利亞王國普法爾茨地區奧特貝格的一個猶太家庭。他是拉撒路·史特勞斯（Lazarus Straus，1809年 - 1898年）和他的第二任妻子莎拉（Sara，1823年 - 1876年）五個孩子中的第一個。他的弟妹是愛米娜（Hermine，1846年 - 1922年）、內森（Nathan，1848年 - 1931年）、雅各·奧托（Jakob Otto，1849年 - 1851年）和奧斯卡·所羅門（Oscar Solomon Straus，1850年 - 1926年）。1854年，他和家人跟隨父親移民到美國，他們首先在喬治亞州的哥倫布定居，然後住在喬治亞州的塔爾博特郡。

## 事業
南北戰爭結束後，他們搬到了紐約市，拉撒路·史特勞斯在那裡說服了梅西百貨的創始人羅蘭·赫西·梅西，允許拉撒路·史特勞斯父子公司（L. Straus & Sons）在他的商店地下室開設一個陶器部門。伊西多也曾在這工作，後來成為梅西百貨的玻璃和瓷器部門。1888年，他和弟弟內森·史特勞斯成為梅西百貨的合夥人。1896年，梅西百貨的三位合夥人相繼去世後，他和弟弟內森買下梅西百貨全部的所有權。

## 婚姻和子女
1871年，伊西多與艾達·史特勞斯結婚，育有七個孩子（其中一個在嬰兒時期死亡），包括：傑西·伊西多·史特勞斯、克拉倫斯·埃利亞斯·史特勞斯（Clarence Elias Straus）、珀西·塞爾頓·史特勞斯（Percy Selden Straus）、薩拉·赫斯（Sara Hess）、米妮·威爾（Minnie Weil）、赫伯特·內森·史特勞斯（Herbert Nathan Straus）和薇薇安·狄克森（Vivian Dixon） 。

## 政治生涯
伊西多於1894年1月30日至1895年3月3日擔任美國國會眾議員，擔任紐約州第十五國會選區的民主黨代表。此外他還是教育聯盟的主席，也是慈善和教育運動的傑出工作者，對公務員制度改革和教育的普遍擴展非常感興趣。他拒絕了由美國總統格羅弗·克里夫蘭提供給他的美国邮政署长一職。1902年6月29日，互助聯盟信託公司在紐約開業，共有13名董事，包括伊曼紐爾·雷曼、威廉·洛克菲勒、科尼利厄斯·范德堡和伊西多。

## 搭乘鐵達尼號

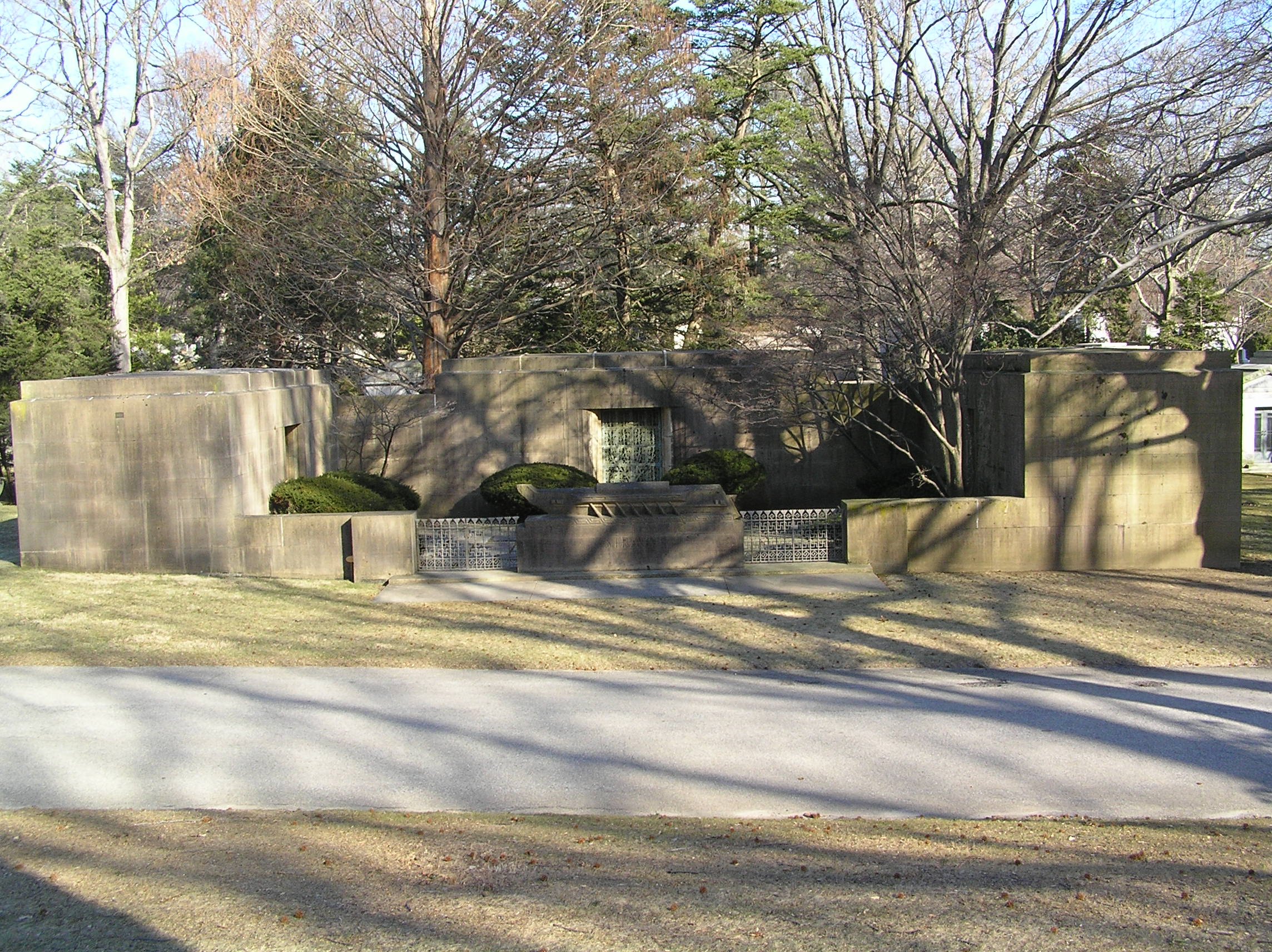
伍德勞恩公墓中伊西多·史特勞斯的墓地。

伊西多和妻子結束一個歐洲冬季旅行準備返回美國，大部分時間都在法國南部度過。1912年4月10日，他們在英國南安普敦港登上鐵達尼號，同行的還有男僕約翰·法辛（John Farthing）和新僱用的英國女僕艾倫·伯德（Ellen Bird），四人分別住在C-55和C-57頭等客房（船票號碼為PC 17483，價格221英鎊15先令7便士）。4月14日晚間，鐵達尼號與冰山碰撞。在眾多乘客在小艇甲板逃生期間，艾達拒絕離開伊西多，也拒絕獨自登上救生艇。雖然甲板副官提供了一艘救生艇上的座位讓伊西多陪伴艾達，但伊西多還是拒絕了，因為他表示船上還有婦女和兒童沒逃走，所以拒絕成為例外。根據鐵達尼號上的朋友和生還者阿奇博·格雷西四世透露，艾達拒絕離開她的丈夫時，他向甲板副官提出要求「伊西多和和艾達是否可以一起登上救生艇？」但伊西多以堅定的語氣告訴阿奇博·格雷西四世：「我不會比其他人先走」，艾達也堅持讓出位置由她的女僕登上8號救生艇，她給女僕披上她的皮大衣，說她不需要它。艾達曾向她的丈夫說：「我們已經一起生活這麼多年了，無論你去哪裡，我都跟著你！」其他人最後在甲板看到伊西多和艾達仍然坐在躺椅上，目擊者稱這一場景是「愛和忠誠最非凡的展現」。兩人都於4月15日2時20分隨著鐵達尼號沉沒而罹難。海底電纜維修船麥凱-貝內特號後來找回伊西多的屍體，並帶到加拿大哈利法克斯。他的屍體最終埋在伍德勞恩公墓。艾達的屍體從未尋獲，因此家屬到沉船地點收集了海水，將其放置在陵墓中的一個甕中。陵墓外的一座紀念碑上刻了文字悼念伊西多和艾達，並引述《雅歌》第8章第7節的歌詞：「愛情，眾水不能熄滅，大水也不能淹沒」。

## 紀念碑
除了伍德勞恩公墓的紀念碑之外，還有另外三座伊西多和艾達的紀念碑：曼哈頓梅西百貨公司的主樓層上可以看到紀念碑、曼哈頓史特勞斯公園、紐約市教育局的一棟建築。哈佛大學的新生宿舍史特勞斯大廳也是為了紀念伊西多和艾達而命名。

## 文化描寫
伊西多和艾達在1953年電影《鐵達尼號》、1958年電影《此夜永難忘》、1997年音樂劇《鐵達尼號》中都受到上述場景的忠實描繪。在1997年詹姆斯·卡麥隆的賣座電影《鐵達尼號》中，簡要描述了伊西多和艾達在客艙裡相互擁抱、海水灌入的場景；電影刪除片段顯示伊西多（由Lew Palter飾演）試圖說服艾達（由Elsa Raven飾演）登上救生艇，她拒絕這樣做。

## 外部連結
- Encyclopedia Titanica Biography of Isidor Strauss （页面存档备份，存于）
- 伊西多·史特勞斯－美國國會國家人物傳記大辭典
- Straus article at JewishEncyclopedia.com （页面存档备份，存于）
- Straus Historical Society （页面存档备份，存于）

| 美国众议院                    | 美国众议院                                 | 美国众议院                |
| ----------------------------- | ------------------------------------------ | ------------------------- |
| 前任者： 阿什伯爾·帕米利·費奇 | 美國紐約（第15選區）眾議員 1894年 – 1895年 | 繼任者： 菲力普·伯瑞爾·洛 |